# Vajont (přehradní hráz)
Vajont (italsky Diga del Vajont) je přehrada vybudovaná na řece Vajont, která byla v době svého dokončení jednou z nejvyšších hrází na světě. Leží asi 100 km severně od Benátek při ústí říčky Vajont do Piavy pod horou Monte Toc. Se stavbou se začalo v roce 1956, dokončena byla v roce 1961.
Dva roky po dokončení stavby 9. října 1963 večer se do nádrže zřítila část hory (více než 200 miliónů m³ horniny). To způsobilo, že 30-50 miliónů m³ vody na sebe vzalo podobu více než 200 m vysoké megatsunami, která se převalila přes hráz a zcela zničila městečko Longarone a několik dalších vesnic (těžce poškozeny však byly i vesnice nízko nad přehradou). Po katastrofě bylo identifikováno 2117 obětí.

## Projekt
Projektu na stavbu přehradní hráze v údolí řeky Vajont se ujala firma SADE (Società Adriatica di Elettricità), která byla koncem 19. a v první polovině 20. století aktivní na trhu s elektrickou energií na severovýchodě Itálie.
Cílem projektu bylo zadržení velké vodní rezervy v alpském předhůří k zajištění dostatečné výroby elektrické energie pro města Benátky, Milano, Torino a Modena v době sucha, jelikož řeka Piave se svými přítoky trpí během zimních a letních měsíců (tedy dvakrát do roka) nedostatkem vody.
Soutěsky říčky Vajont, která pramení v Karnských Alpách, protéká kolem hory Monte Toc a ústí do řeky Piave, se jevily jako vhodné právě k tomuto účelu. Podél říčního toku našli geolog Giorgio Dal Piaz a stavební inženýr Carlo Semenza u vesnic Erto a Casso zdánlivě vhodnou lokalitu pro stavbu tehdy nejvyšší klenuté hráze. Hráz držela světové prvenství nejvyšší hráze až do stavby přehrady Grande Dixence ve švýcarském kantonu Valais v roce 1965.
Původní projekt počítal s klenutou betonovou hrází vysokou 202 m a objemem nádrže 58,2 mil. m³. Plány ale byly později modifikovány tak, že hráz bude navýšena na celkových 261,60 m a objem nádrže téměř ztrojnásoben na 168,715 mil. m³. Množství zadržené vody tak mělo být mnohem větší, než u všech ostatních projektů v údolí Piave.
Projektu v této podobě bylo uděleno povolení příslušného ministerstva dne 17. července 1957.

## Historie

### Před katastrofou
Roku 1929 dělali Dal Piaz a Semenza první pochůzky v údolí. K prvním projekčním pracím došlo kolem roku 1940, přičemž záměr byl předložen příslušným úřadům roku 1943 pod názvem "Grande Vajont". Projekt prošel bez velkých překážek, jelikož většina členů komise byla ve válce, a tak nemohla být přítomna hlasování. Ke schválení došlo i přesto, že nebyl přítomen minimální předepsaný počet členů. Výsledek tohoto hlasování v budoucnu nebyl nikdy zpochybněn.
Po 2. světové válce začal projekt pod silným tlakem firmy SADE nabývat formu a konečně byl představen příslušným místům Genio Civile. V roce 1949 byly provedeny důkladné geologické průzkumy. Současně došlo k protestům ze strany dotčených vesnic Erto a Casso, kde mělo dojít k zaplavení značného počtu domů a zemědělské půdy.
Navzdory silným protestům a pochybnostem příslušných kontrolních úřadů došlo v polovině 50. let 20. století k prvním vyvlastňování a přípravné práce ke zřízení velkého staveniště byly hnány vpřed. Stavební práce byly zahájeny v roce 1956 bez souhlasu příslušného ministerstva.

#### Stavební práce

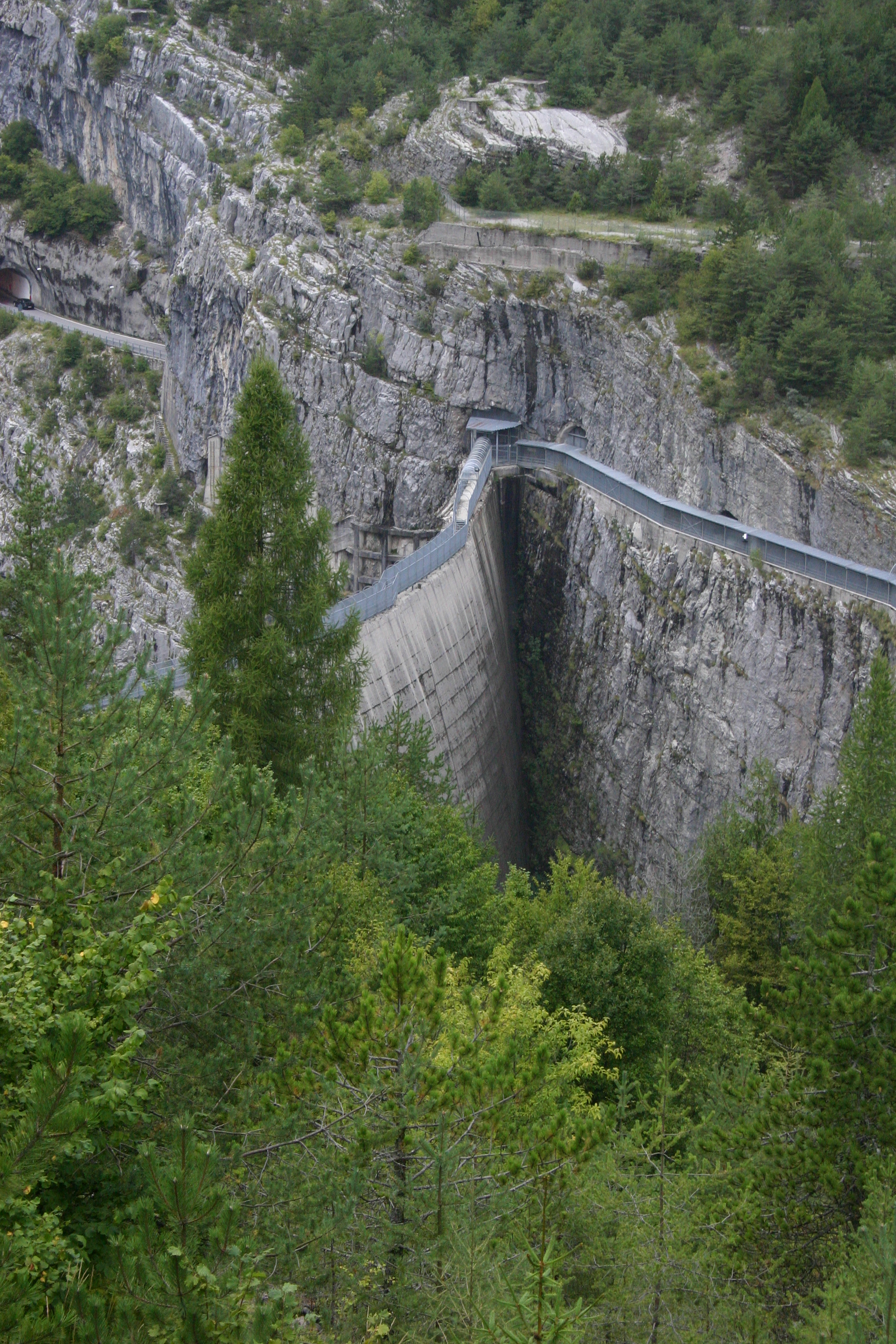
Hráz při pohledu shora

Během stavebních prací byl projekt upravován, poněvadž došlo k neočekávaným drobným sesuvům skalního masívu na stěnách, do kterých měla být hráz vsazena. Z tohoto důvodu byla do masívu vtlačována cementová injektáž.
Po zahájení prací došlo k malému zemětřesení, takže SADE byla přinucena k zadání dalších geologických průzkumů, které odhalily na Monte Toc pozůstatky prastarého skalního sesuvu z doby paleolitu, které hrozily na úpatí bývalého sesuvu novým sesuvem do vodní nádrže v průběhu jejího napouštění. Tento nález SADE příslušným kontrolním úřadům nikdy nepředložila.
Stavební práce postupovaly a 2. února 1960 došlo k prvnímu částečnému napouštění nádrže na kótu 600 m n. m., později v tomto roce pak na 650 m n. m.. Dne 4. listopadu 1960 došlo k prvnímu sesuvu - 700.000 m³ skalního masívu se zřítilo do nádrže aniž způsobilo markantní škodu.
Po tomto prvním sesuvu byla pověřena fakulta hydrauliky a vodních staveb Vysoké školy technické v Padově sestavením simulace katastrofy v údolí Vajont. Na modelu byly pomocí písku simulovány následky sesuvu o objemu 40 mil. m³ zemní hmoty. Po této simulaci, která se v následujících letech ukázala jako neodpovídající skutečnosti, se dospělo k závěru, že hladinu nádrže po kótu 700 m n. m. lze považovat za bezpečnou a bez rizika vzniku jakýchkoliv škod. Simulace, které byly prováděny po katastrofě a vycházely ze skutečného objemu sesuvu za pomoci mezi sebou spojených betonových panelů, vedly k výsledkům s realitou srovnatelným. Tyto studie musely však být zadány v zahraničí, poněvadž žádná vysoká škola v Itálii nechtěla zpochybnit závěry první simulace a kompromitovat Vysokou školu v Padově.
V letech 1961 až 1963 byla nádrž několikrát naplněna a vypuštěna, aby se snížilo riziko sesuvu okolního terénu. Dne 4. září 1963 nastoupala hladina dokonce na kótu 710 m n. m.. Obyvatelé údolí si začali stěžovat na stále častější zemětřesení způsobené pohybem půdy a hlasité zvuky vycházející z kopce Monte Toc.

#### Protest obyvatel
Již v době, kdy se firma SADE objevila u kopce Monte Toc, se obyvatelé údolí pokoušeli uplatnit svá vlastnická práva tím, že se bránili proti vyvlastňování a poukazovali na chyby v projektu. Byly sestaveny dvě komise, a to Comitato per la difesa del Comune di Erto a Consorzio Civile per la rinascita della Val Ertana, ale k jejich připomínkám nebylo ze strany úřadů přihlédnuto. Tina Merlin, novinářka komunistických novin L’Unità publikovala více článků na toto téma, přičemž byla stíhaná pro pomluvu a rušení veřejného pořádku. Před soudem byla ale obžaloby zproštěna.

### Katastrofa

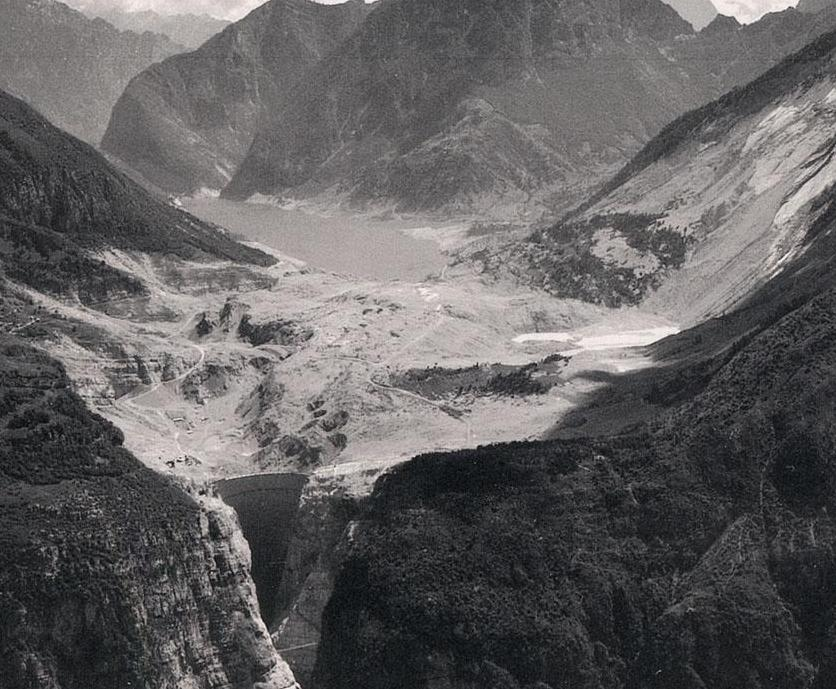
Zasypaná nádrž, letecká fotografie pořízená krátce po katastrofě

Dne 9. října 1963 ve 22:39 došlo ke katastrofálnímu sesuvu v délce 3 km, když 270 miliónů m³ skalnaté půdy (skoro dvojnásobek objemu nádrže) ze stěny kopce Monte Toc se rychlostí kolem 30 m/s (110 km/h) sesulo do nádrže, přičemž ji z velké části zaplnilo. V této chvíli bylo v nádrži 115 miliónů m³ vody. Voda vytlačená z nádrže vytvořila mohutnou megatsunami, která minula vesnice Erto a Casso na protějším břehu jen o několik metrů. Casso však bylo i tak těžce poničeno smrští směsi kamení a vody, která se pohybovala mimo celistvou vlnu. Dále se šířila proti proudu, kde zničila několik drobných vsí. Přibližně 25 miliónů m³ vody (přibližně jedna šestina objemu nádrže) se převalilo přes hráz, kde dorazilo do městečka Longarone ležícího pod hrází na konci soutěsky. Longarone bylo včetně několika dalších vesnic kompletně zničeno. Asi dva tisíce obyvatel přišly o život hned (oficiální zdroje mluví o 1917 obětech, jiné o vyšším počtu, přesný počet nebyl nikdy zjištěn). Jen několik málo osob (převážně dětí) se podařilo zachránit. Samotná hráz zůstala nepoškozená. Soutěska těsně za hrází však byla zcela zasypaná až do výšky 400 m.

### Po katastrofě

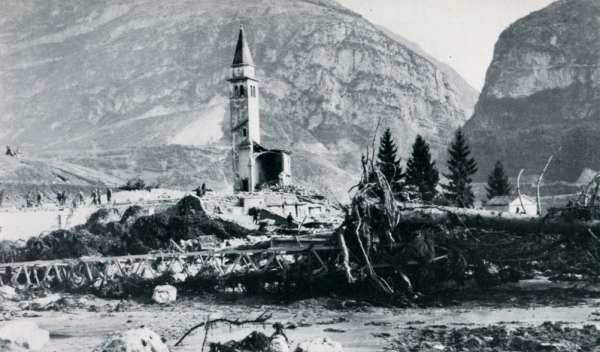
Zničené Longarone

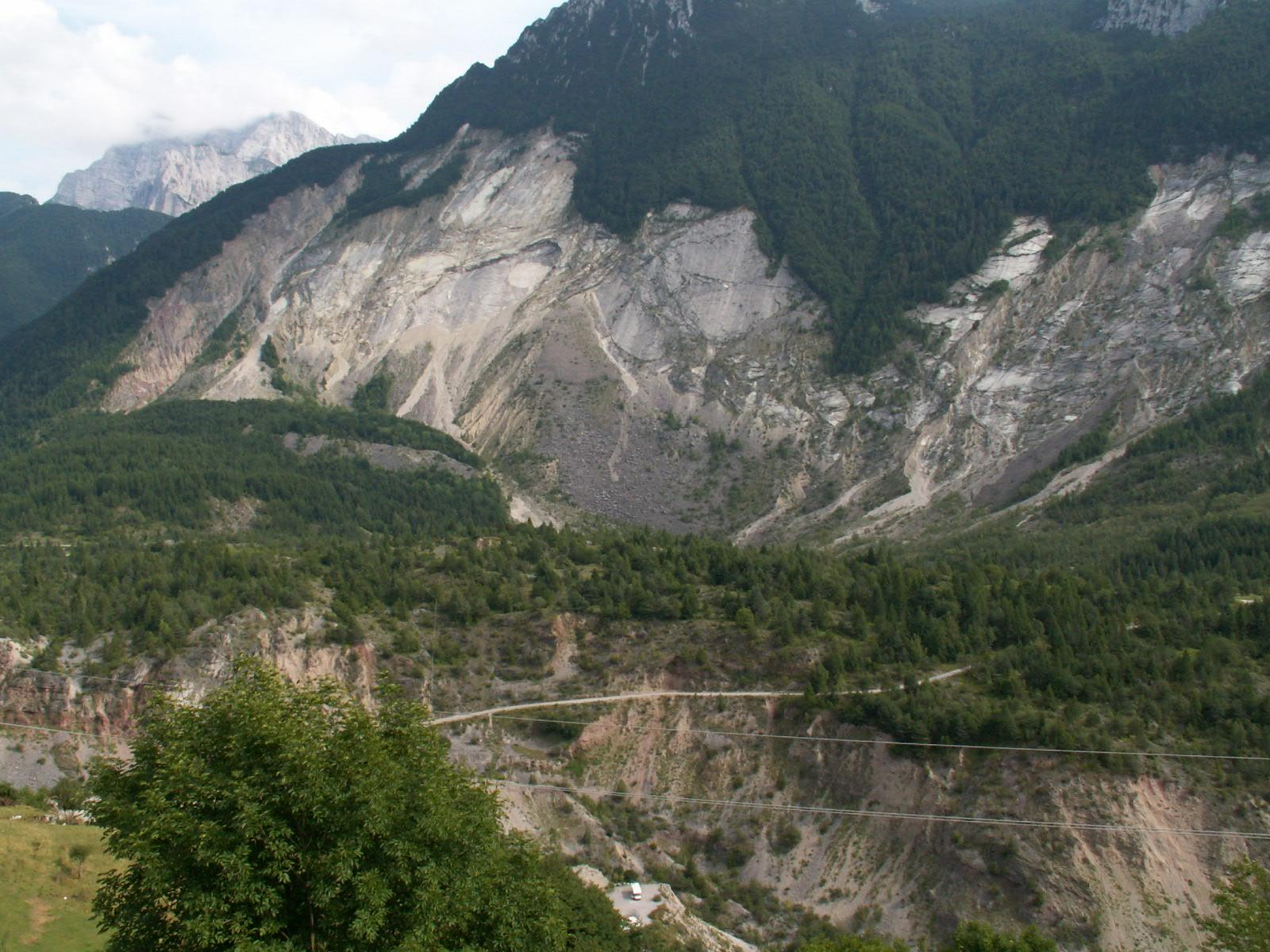
Chybějící úbočí po sesuvu (snímek z roku 2005)

Ministerstvo pro veřejné stavby (italsky Ministero dei Lavori Pubblici) zahájilo šetření příčin katastrofy. Stavební inženýr Pancini, jeden z obviněných, spáchal krátce před soudním procesem sebevraždu. Proces začal v roce 1968 a skončil o rok později odsouzením všech přítomných k úhrnnému trestu odnětí svobody v délce 21 let pro způsobení katastrofy a opakovaného zabití z nedbalosti. Odvolací soud pak tresty některým odsouzeným snížil a některé osvobodil pro nedostatek důkazů. V roce 1997 byla firma Montedison, která mezitím koupila firmu SADE, odsouzena k náhradě škody postiženým obcím. Na pravém úbočí byla postavena malá pamětní kaple.
Většina obyvatel, která katastrofu přežila, byla přesídlena do státem nově postavené obce nazvané Vajont, vzdálené 50 km jihovýchodně od přehrady v údolí řeky Tagliamento. Obyvatelům, kteří se chtěli vrátit ke svému horskému životu v Erto a Casso, byl jejich záměr intenzívně rozmlouván. Longarone a jiné vesnice v údolí řeky Piave byly znovu postaveny s moderními domy a továrnami.
Italská vláda využila katastrofy k podpoře industrializace v severovýchodní Itálii. Přeživším byly poskytovány startovní podnikatelské úvěry, veřejné subvence a desetileté daňové úlevy, s možností prodeje těchto výhod podnikům Benátska. Tyto koncese pak byly proměněny na milióny lir po celém kraji. K těm, co koncesí využili, patřily např. Zanussi (nyní vlastněna Electroluxem), Ceramica Dolomite (nyní vlastněna American Standard), Confezioni SanRemo a SAVIC (nyní ve vlastnictví Italcementi).
Kompenzační koncese nepříliš jasně rozlišovaly mezi oběťmi a těmi, co žili opodál, takže značný objem získali ti, kteří utrpěli škodu zanedbatelnou, což vytvořilo negativní společenský dojem.
U samotné nádrže byly postaveny čerpací stanice, které udržovaly hladinu na stálé úrovni. Přívodní kanál vedoucí z nádrže do elektrárny pod hrází byl prodloužen tak, aby voda mohla odtékat pod závalem do údolí Piave. Hráz je stále na místě a je stále udržovaná, ačkoliv žádné plány k jejímu využití zatím nejsou. Prázdná nádrž zčásti zasypaná sesutou zeminou byla otevřena návštěvníkům v roce 2002.
Pamětní kostel v Longarone je (přestože proti němu bylo silně protestováno ze strany přeživších kněží) pozdním mistrovským dílem architekta Giovanni Michelucciho.

## Média
Po celosvětovém zveřejnění v médiích byla katastrofa považována za negativní vedlejší efekt hospodářského růstu v 50. a 60. letech 20. století.
Zájem byl obnoven v roce 1997 televizním pořadem "Il racconto del Vajont".
V roce 2001 byl vyroben film Vajont, La diga del disonore (v překladu distributora Vajont – šílenství mužů; doslovný překlad Vajont, přehrada hanby), s Michelem Serraultem a Danielem Auteuilem v hlavních rolích.
Došlo též ke zpracování v roce 2008 v dokumentárních sériích Katastrofy století a Vteřiny před katastrofou.